# Alain Thote
Alain Thote né le 26 octobre 1949 à Paris est un sinologue spécialiste de l’art et de l’archéologie de la Chine. Ses travaux portent principalement sur l'âge du bronze en Chine.

## Biographie
Après des études secondaires à La Rochelle et à Versailles, Alain Thote étudie à l’École des hautes études commerciales de Paris dont il sort diplômé en 1974. Il est ancien élève de l'École du Louvre (1975). Il soutient en 1979 une thèse de troisième cycle en études chinoises, après une licence, une maîtrise et un DEA obtenus à l'université Paris 7. Sa thèse, dirigée par Michèle Pirazzoli-t’Serstevens, porte sur la sépulture du marquis Yi de Zeng à Leigudun (Ve siècle).
De 1986 à 2001, il est chargé de recherche au CNRS. Il mène des fouilles en Chine (1993-1996), sous la direction de Henri-Paul Francfort
. À partir de 1996, il est chargé de conférences à l'École pratique des hautes études, IVe section et, en septembre 2001, il devient directeur d'études de la IVe section, Art et archéologie de la Chine pré-impériale.
Alain Thote publie des articles, entre autres dans les revues Annuaires de l'École pratique des hautes études, Arts asiatiques, Cahiers d'Extrême-Asie, Études chinoises dont il est codirecteur de 1992 à 1994, Revue bibliographique de sinologie.
Le 29 mars 2019 il est élu académicien de l’Académie des inscriptions et belles-lettres.

## Distinctions
- Chevalier de l'ordre national du Mérite
- Officier de l'ordre des Palmes académiques

## Publications
- Chine, l'énigme de l'homme de bronze, archéologie du Sichuan (XIIe – IIIe siècle av. J.-C.), directeur de publication, exposition, Hôtel de Ville de Paris réalisée dans le cadre de l'année de la Chine en France 2003-2004, du 14 octobre 2003-28 janvier 2004, Paris, Paris-musées, Éd. Findakly , 2003, 286 p.
- Les Soldats de l'éternité, l'armée de Xi'an, exposition du 15 avril au 14 septembre 2008, Pinacothèque de Paris, 350 p. (co-auteur Lothar von Falkenhausen).
- L’Autre en regard. Volume en hommage à Mme Michèle Pirazzoli-t’Serstevens, Arts Asiatiques, tome 61, 2006, 223 p.